# Word Ways
Word Ways: The Journal of Recreational Linguistics est un magazine américain trimestriel traitant des jeux de mots et de la linguistique récréative (en).
Word Ways a été le premier périodique consacré exclusivement aux jeux de mots, et il est devenu la publication la plus éminente dans ce domaine,. Il se situe « au point médian d'un spectre entre magazine populaire et revue savante » et publie des articles sur toutes sortes de bizarreries linguistiques et l'utilisation créative de la langue. Ceux-ci comprennent notamment la recherche et des démonstrations des anagrammes, des pangrammes, des redoublements, des monovocalismes, des doublets, et des mots exceptionnellement longs,,,,, ainsi que des critiques de livres, des études de littérature, de journalisme logologique, des puzzles et quiz, et une petite mesure de la fiction linguistiquement orientée,.
Le magazine a été créé par l'éditeur américain Greenwood Periodicals en 1968 à la demande de Martin Gardner, avec le logologiste Dmitri Borgmann comme premier rédacteur en chef,,,. Howard Bergerson lui succède en 1969, mais il a quitté après un an lorsque Greenwood a cessé de publier le magazine,,. A. Ross Eckler, Jr., statisticien aux Laboratoires Bell, est devenu éditeur et rédacteur en chef, jusqu'en 2007 lorsqu'il a été remplacé par Jeremiah Farrell, mathématicien à l'Université Butler.

## Contributeurs
- Leonard R. N. Ashley
- Howard Bergerson
- Dmitri Borgmann
- Paul Dickson
- A. Ross Eckler, Jr.
- Willard R. Espy
- Jeremiah Farrell
- Darryl Francis
- Martin Gardner
- Solomon W. Golomb
- Mike Keith
- Donald Knuth
- Richard Lederer
- Dave Morice
- Jeremy Morse
- Simon Norton
- Walter Francis Penney
- William Sunners